# Joseph Kerwin
Joseph Peter Kerwin (Oak Park, 19 de fevereiro de 1932) é um ex-astronauta norte-americano da NASA, médico e cientista, integrante da tripulação do programa espacial Skylab 2.
Formado em Filosofia e Medicina, completou residência médica no Hospital Geral do Distrito de Colúmbia, em Washington  e entrou para a escola de aviação naval da Marinha em Pensacola, Flórida, onde foi designado como cirurgião naval em 1958. Como capitão do Corpo Médico da Marinha, Kerwin conquistou suas asas de piloto em 1962, possuindo o total de 4 500 horas de vôo.
Foi selecionado pela NASA em 1965 como piloto-cientista e participou da primeira missão tripulada do programa Skylab em 1973, passando 28 dias a bordo da estação orbital Skylab 2 ao lado dos astronautas Pete Conrad  e Paul Weitz.
Na década de 1980, Kerwin trabalhou como representante da NASA na Austrália, fazendo a ligação entre a agência e a comunidade australiana de ciência e tecnologia, servindo depois como diretor de ciências de vida e espaço do Centro Espacial Lyndon B. Johnson, sendo responsável pela coordenação do apoio médico aos programas espaciais tripulados, aos astronautas e suas famílias.